# Lys Assia
Lys Assia (született: Rosa Mina Schärer) (Rupperswil, Aargau kanton, 1924. március 3. – Zollikon, Zürich kanton, 2018. március 24.) svájci énekesnő, az első Eurovíziós Dalfesztivál győztese.

## Életpályája
Lys Assia Zürichben nőtt fel, és a kezdetekben táncolni tanult. Énekesi karrierje 1940-ben kezdődött, amikor felkérték, hogy helyettesítsen egy énekest. 1950-ben Oh mein Papa című dalával vált ismertté Németországban.
1956-ban részt vett az első alkalommal megrendezett Eurovíziós Dalfesztiválon. Az első versenyen rendhagyó módon mindegyik részt vevő ország két dallal nevezett és ő énekelte a házigazda Svájc mindkettő versenydalát; a német nyelvű Das alte Karussellt és a francia nyelvű Refraint. Utóbbi dalával megnyerte a versenyt, ezzel ő lett az Eurovíziós Dalfesztivál történetének első győztese.
A következő évben ismét részt vett a dalfesztiválon L’enfant que j’étais című dalával, ám ekkor csak a nyolcadik helyen végzett a tízfős mezőnyben. 1958-ban vett részt utoljára, ekkor a második helyen zárt Giorgio című szerzeményével.

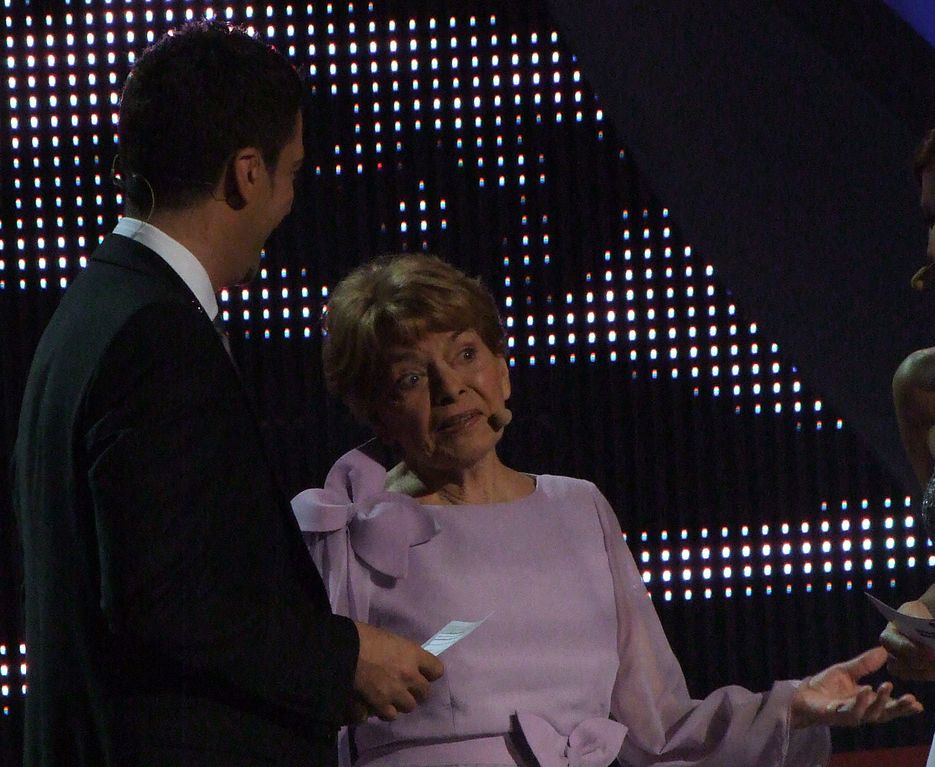
Lys Assia, a 2008-as Eurovíziós Dalfesztivál meghívott vendégeként Belgrádban

A későbbi években sem távolodott el a dalfesztiváltól, a 2008-as Eurovíziós Dalfesztiválon meghívott vendégként volt jelen, és ő nyitotta meg a második elődöntő telefonos szavazását.
A 2012-es Eurovíziós Dalfesztivál svájci internetes előválogatójára nevezett a C’était ma vie című dalával, mellyel bekerült a nemzeti döntő mezőnyébe, ahol a nyolcadik helyet szerezte meg a tizennégy résztvevős döntőben.
A következő évben ismét benevezett a svájci nemzeti döntőbe, a NewJack nevű rapperformáció közreműködésében az All In Your Head című dallal, mely az előző dalaitól eltérően angol nyelvű és pörgős. Az online válogatóból nem sikerült továbbjutniuk az élő televíziós döntőbe.

## Lemezei
- Oh Mein Papa
- Ein kleiner goldner Ring
- Refrain
- Das alte Karussell
- Holland Mädel
- Jolie Jacqueline
- L’enfant que j’étais
- Giorgio
- Die Glocken Hell Erklingen
- Golodrina
- C’était ma vie
- All In Your Head (a NewJack-kel közösen)

## Filmszerepei
- Schlager Parade (1953)
- Ein Mann Vergißt Die Liebe (1955)
- Die Beine von Dolores (1957)